# Cool Runnings Football Club
O Cool Runnings Football Club é um clube anguilano de futebol feminino.
Disputou as edições de 2002–03 e 2004 da divisão masculina.